# Marguerite Audoux
Pour les articles homonymes, voir Audoux.
Marguerite Audoux, née Marguerite Donquichotte est une romancière française, née le 7 juillet 1863 à Sancoins (Cher) et morte le 31 janvier 1937 à Saint-Raphaël (Var). Elle est connue pour son roman Marie-Claire, qui reçoit le prix Fémina en 1910 et qui donne son nom au magazine féminin Marie Claire créé en 1937.

## Biographie
Le père de Marguerite Audoux est charpentier, sa mère est journalière. Celle-ci meurt de phtisie lorsque Marguerite Audoux est âgée de trois ans. Marguerite Audoux et sa sœur aînée Madeleine sont confiées à une tante. Puis elles sont placées à l'orphelinat de Bourges. En 1877 à l'âge de 14 ans, Marguerite Audoux est placée, en tant que bergère et servante de ferme, en Sologne auprès de la famille Dejoulx au domaine de Villeneuve sur la commune de Sainte-Montaine, près d'Aubigny-sur-Nère. Elle se réfugie le soir dans la lecture. À 18 ans, elle part s'installer à Paris. Elle exerce le métier de couturière. Pour compléter son salaire, elle travaille à la Cartoucherie de Vincennes ou à la buanderie de l’Hôpital Laennec. Elle écrit la nuit. Elle souffre des yeux et les médecins lui conseillent d'arrêter la couture sous peine de devenir aveugle.
En 1895, elle ouvre un atelier et prend définitivement le nom de sa mère : Audoux. Sa sœur Madeleine lui confie sa fille Yvonne. À l'insu de sa tante, celle-ci se prostitue dans le quartier des Halles de Paris. Jules Lehl, alias Michel Yell (d), un ami d'André Gide, rencontre la jeune femme et entretient une relation avec elle. Quand il prend conscience de la situation, il va voir Marguerite Audoux, la tante d'Yvonne. Il s'installe avec elle. En 1904, Michel Yell présente à Marguerite Audoux un groupe d’intellectuels, écrivains et artistes, parmi lesquels figurent Charles-Louis Philippe, Léon-Paul Fargue, Valery Larbaud, Léon Werth et Francis Jourdain, avec lesquels, jusqu'en 1907, elle tient un cénacle littéraire à Carnetin. 
Michel Yell découvre que Marguerite Audoux, qui vit depuis 1908 rue Léopold-Robert, écrit ses souvenirs. Par l'entremise de Frantz Jourdain, père de Francis Jourdain, Michel Yell présente le manuscrit de Marguerite Audoux à Octave Mirbeau. Celui-ci règne en maître dans la République des Lettres. Il est alors dépressif, et fait comprendre à Michel Yell qu’il n’est, pour l’heure, plus prêt à défendre quiconque. Il prend cependant le manuscrit, commence à le lire, et le termine avec enthousiasme pour ensuite aller le proposer aux éditeurs : Eugène Fasquelle l'accepte.
Le roman est publié sous le titre de Marie Claire. Il est présenté pour le prix Goncourt. Il reçoit le Prix Femina le 2 décembre 1910. Les ventes dépassent les cent mille exemplaires. Il est traduit en allemand, en anglais, en espéranto, en russe, en catalan, en suédois, en espagnol, en danois, en slovène.
Dix ans plus tard, en 1920, L’Atelier de Marie-Claire est publié. Le cercle d'amis qui se réunissaient chez Marguerite Audoux ou à Carnetin n'existe plus :  Michel Yell est parti en province en 1912, Alain-Fournier est mort en 1914, Charles-Louis Philippe en 1909, Octave Mirbeau en 1917. Ce second roman est tiré à douze mille exemplaires. En 1926, Marguerite Audoux publie De la ville au moulin, puis La Fiancée, un recueil de contes que Flammarion édite en 1932, et enfin Douce Lumière, roman posthume qui sort fin 1937. Ces romans sont des tableaux sociaux et décrivent le travail des femmes et les conditions de vie de celles-ci, les difficultés des relations amoureuses, la mort subite des enfants, le retour du front des hommes mutilés. 
La romancière, décédée le 31 janvier 1937, est inhumée à Saint-Raphaël, où elle a terminé son existence.

## Les quatre romans
- Marie-Claire (lire en ligne), Paris, Bibliothèque-Charpentier, Eugène Fasquelle éditeur, 1910.

- L’Atelier de Marie-Claire (lire en ligne), Paris, Bibliothèque-Charpentier, Fasquelle éditeurs, 1920 ; réédition Grasset, Les Cahiers Rouges, 1987. L'atelier de couture où Marie-Claire a trouvé du travail est dépeint comme une grande famille. Les patrons, M. et Mme Dalignac, et les ouvrières, obligées de s'embaucher en usine lors des périodes de chômage, dépendent de la même façon des clientes, exigeantes et souvent mauvaises payeuses. Ainsi ce roman est à la fois la peinture d'un milieu social et une suite d'anecdotes variées qui, tout en campant avec précision les personnages des ouvrières, permettent au récit de progresser. Après la mort des patrons, on ne sait si Marie-Claire épousera Clément, le neveu de Mme Dalignac, qu'au demeurant elle n'aime pas.
- De la ville au moulin (lire en ligne), Paris, Bibliothèque-Charpentier, Fasquelle éditeurs, 1926. En voulant s'interposer lors d'une dispute qui oppose ses parents, Annette Beaubois est blessée à la hanche et demeure boiteuse. Elle part pour le moulin de son oncle, bientôt suivie par ses frères et sœurs que ses parents, en train de se séparer, lui confient. À vingt ans, elle consent à vivre avec un ami de son frère, Valère, qui sombre dans l'alcoolisme, et la trompe. Enceinte, elle le quitte néanmoins pour aller accoucher, à Paris, d'un enfant qui ne survit pas. Dans la capitale, elle retrouve sa famille, puis, la guerre terminée, elle reconnaît Valère dans un grand blessé. Elle est prête à lui redonner sa chance.
- Douce Lumière (lire en ligne), Paris, Bernard Grasset (collection Pour mon plaisir), 1937 (posthume). Douce est le surnom d'Églantine Lumière. Sa mère est morte en couches, le père s'est suicidé de désespoir, et le grand-père maternel voue à la fillette une injuste rancune. Douce trouve du réconfort auprès de son jeune voisin, Noël, et, au fil des années, l'amitié se transforme en amour. Mais Églantine est victime d'une campagne de calomnie de la part de la famille du jeune homme qui, hostile à leur union, réussit à les séparer. L'héroïne, à jamais marquée par son expérience et fidèle au souvenir de Noël, se retrouve à Paris, où elle sympathise avec Jacques, son voisin, malheureux en amour, puis veuf. Une tentative de relation amoureuse échoue. Jacques part pour la guerre et revient peu après handicapé. À la mort de sa fille, il perd la raison. (Réédition, Paris, Libretto, 2019  (ISBN 978-2-36914-526-4))

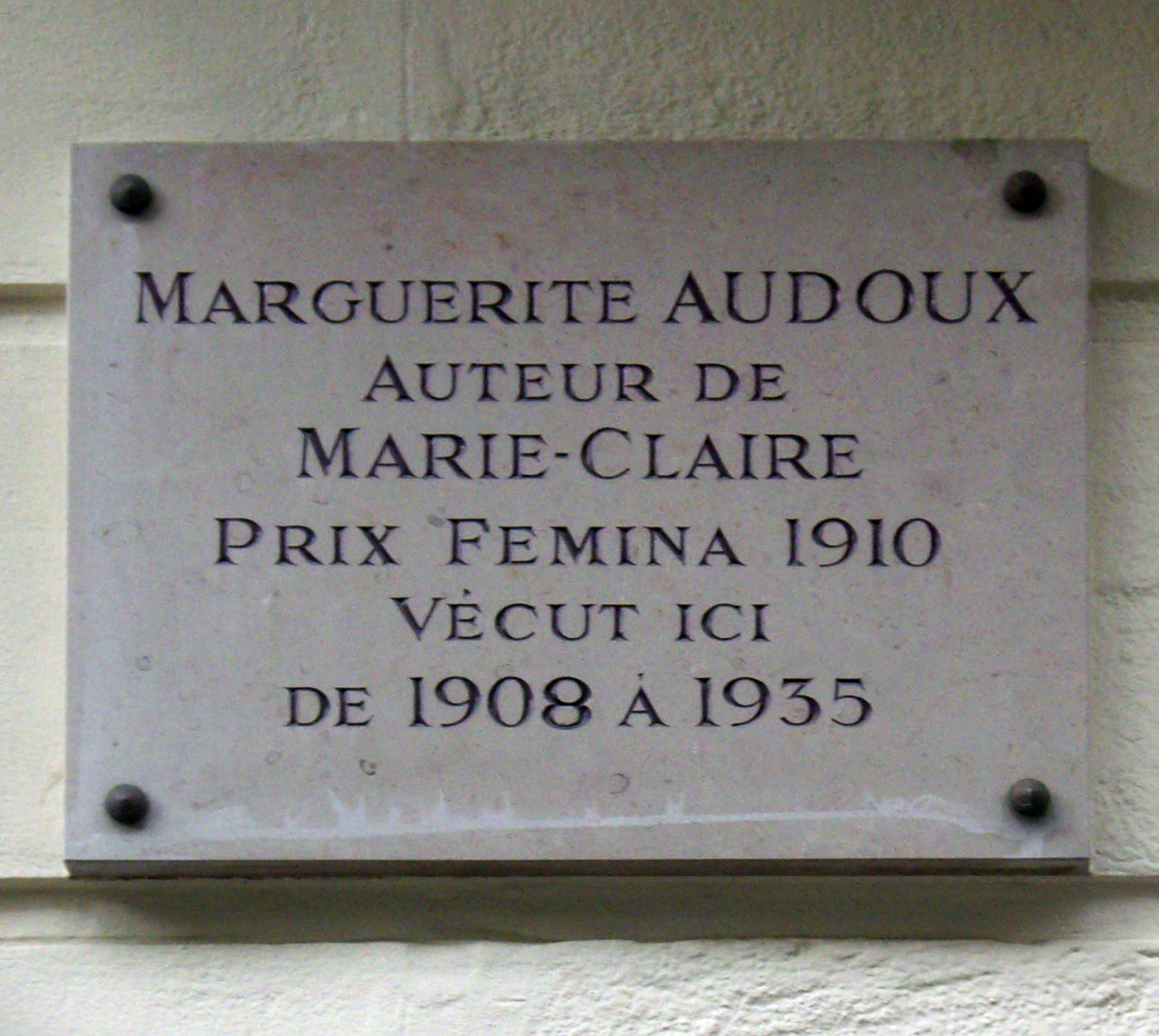
Plaque apposée sur la maison du 14e arrondissement de Paris, 10 rue Léopold-Robert, où Marguerite Audoux vécut de 1908 à 1935.

## Autres publications
- Le Chaland de la reine, avec des vignettes de Louis Charlot, Charles de Fontenay, Francis Jourdain, Nevers, Imprimerie nouvelle de L'Avenir, 1910.
- La Fiancée, recueil de contes, E. Flammarion, 1932.

## Prix et distinctions
- Prix Femina 1910 pour Marie-Claire

## Postérité
- En 1937, le magazine féminin Marie Claire est fondé, en faisant référence au roman de Marguerite Audoux.
- Le prix Marguerite-Audoux est créé en 1997. Il est décerné à des auteurs de langue française.
- Le prix Marguerite-Audoux des collèges est créé en 2003. Les collégiens du Cher, décernent ce prix à un ouvrage de littérature de jeunesse récemment publié[6].
- La ville d'Aubigny-sur-Nère (dans le Cher, où elle avait vécu dans sa jeunesse) a consacré à Marguerite Audoux un musée qui rassemblait plusieurs objets familiers de l'écrivaine, légués par ses héritiers, et qui a été transféré à la mairie de Sainte-Montaine, commune voisine où elle a également vécu.
- Sur la façade de la mairie de Sainte-Montaine est apposée une plaque rappelant que Marguerite Audoux fut bergère dans une ferme située sur la commune, qui lui inspira bien des personnages et lieux évoqués dans ses romans.
- Une bibliothèque municipale parisienne porte le nom de Marguerite Audoux. En mai 2007, après un vote[7] des habitants du 3e arrondissement de Paris, auxquels étaient également proposés les noms de Hannah Arendt, Robert Desnos et André Schwarz-Bart, ce nom a été choisi pour la nouvelle bibliothèque du quartier, qui a ouvert ses portes au 10, rue Portefoin le 17 janvier 2008[8].
- La bibliothèque de la ville de Marmagne (Cher) a été baptisée du nom de l'écrivaine.
- Le lycée professionnel de Gien (Loiret), créé en 2006,  porte le nom de Lycée Marguerite-Audoux.

- Une fresque est apposée sur le bâtiment du collège Marguerite Audoux de Sancoins.

### Émission radiophonique
- "Portrait : Marguerite Audoux", Documentaire d'été, 31/08/1986, en podcast sur le site de France Culture,  "Renée Vivien, Judith Gautier, Marguerite Audoux : 3 autrices oubliées par l'histoire" (07/03/2019)